# Sandra Nikčević
Sandra Nikčević (Podgorica, 16. studenog 1984.), crnogorska rukometašica koja igra za ruski klub Astrahanočka. i crnogorsku reprezentaciju. Osvojila je hrvatsko prvenstvo i kup 2011. Igra na poziciji lijeve vanjske igračice i visoka je 187 cm. Prije je igrala za Fehérvár KC, a još prije za Podravku.

## Vanjske poveznice
- Profil